# Campionato Dilettanti Toscana 1958-1959
Il Campionato Nazionale Dilettanti 1958-1959 è stato il V livello del campionato italiano. A carattere regionale, fu il secondo campionato dilettantistico con questo nome, e il settimo se si considera che alla Promozione fu cambiato il nome assegnandogli questo.
Questi sono i gironi organizzati dalla Lega Regionale Toscana per la regione Toscana.

## Girone A

### Squadre partecipanti
| Squadra                             | Città (provincia)              | Stagione 1957-1958 |
| ----------------------------------- | ------------------------------ | ------------------ |
| A.S. Altopascio                     | Altopascio (LU)                |                    |
| A.S. Camaiore                       | Camaiore (LU)                  |                    |
| G.S. C.R.A.L. Castelfranco di Sotto | Castelfranco di Sotto (PI)     |                    |
| U.S. Castelnuovo                    | Castelnuovo di Garfagnana (LU) |                    |
| U.S. Chiesina Uzzanese              | Chiesina Uzzanese (PT)         |                    |
| U.S. Fornaci di Barga               | Fornaci di Barga (LU)          |                    |
| U.S. Forte dei Marmi                | Forte dei Marmi (LU)           |                    |
| U.S. Fucecchio                      | Fucecchio (FI)                 |                    |
| A.C. Monsummanese                   | Monsummano Terme (PT)          |                    |
| U.S. Pescia                         | Pescia (PT)                    |                    |
| U.S. Pietrasanta                    | Pietrasanta (LU)               |                    |
| U.S. Ponte Buggianese               | Ponte Buggianese (PT)          |                    |
| U.S. San Marco                      | Avenza (MS)                    |                    |
| G.S.C. Sanromanese                  | Montopoli in Val d'Arno (PI)   |                    |
| S.S. Vecchiano                      | Vecchiano (PI)                 |                    |
| G.S. Villaggio Piaggio              | Pontedera (PI)                 |                    |

### Classifica finale
|  | Pos. | Squadra               | Pt | G  | V  | N  | P  | GF | GS | DR  |
|  | ---- | --------------------- | -- | -- | -- | -- | -- | -- | -- | --- |
|  | 1.   | Pietrasanta           | 41 | 30 | 16 | 9  | 5  | 64 | 30 | +34 |
|  | 2.   | Camaiore              | 41 | 30 | 17 | 7  | 6  | 59 | 24 | +35 |
|  | 3.   | Fucecchio             | 39 | 30 | 16 | 7  | 7  | 45 | 31 | +14 |
|  | 4.   | Monsummanese          | 38 | 30 | 12 | 14 | 4  | 55 | 19 | +36 |
|  | 4.   | Villaggio Piaggio     | 38 | 30 | 14 | 10 | 6  | 50 | 32 | +18 |
|  | 4.   | Altopascio            | 38 | 30 | 15 | 8  | 7  | 53 | 42 | +11 |
|  | 7.   | Forte dei Marmi       | 29 | 30 | 12 | 6  | 12 | 44 | 47 | -3  |
|  | 8.   | Castelfranco di Sotto | 27 | 30 | 8  | 11 | 11 | 42 | 50 | -8  |
|  | 8.   | Sanromanese           | 28 | 30 | 11 | 6  | 13 | 40 | 50 | -10 |
|  | 10.  | Vecchiano             | 27 | 30 | 11 | 5  | 14 | 48 | 61 | -13 |
|  | 10.  | Chiesina Uzzanese     | 27 | 30 | 10 | 7  | 13 | 42 | 57 | -15 |
|  | 12.  | Fornaci di Barga      | 26 | 30 | 8  | 10 | 12 | 36 | 40 | -4  |
|  | 12.  | Ponte Buggianese      | 26 | 30 | 9  | 8  | 13 | 42 | 54 | -12 |
|  | 14.  | San Marco             | 25 | 30 | 8  | 9  | 13 | 37 | 38 | -1  |
|  | 15.  | Pescia                | 21 | 30 | 7  | 7  | 16 | 31 | 50 | -19 |
|  | 16.  | Castelnuovo (-1)      | 7  | 30 | 1  | 6  | 23 | 20 | 83 | -63 |

Legenda:

      Ammesso alle finali regionali.
      Retrocesso in Seconda Categoria.
Note:

Due punti a vittoria, uno a pareggio, zero a sconfitta.

## Girone B

### Squadre partecipanti
| Squadra            | Città (provincia)           | Stagione 1957-1958 |
| ------------------ | --------------------------- | ------------------ |
| A.C. Amiata        | Abbadia San Salvatore (SI)  |                    |
| U.S. Antella       | Antella (FI)                |                    |
| C.S. Aquila 1902   | Montevarchi (AR)            |                    |
| U.S. Castiglionese | Castiglion Fiorentino (AR)  |                    |
| Pol. Chiusi        | Chiusi (SI)                 |                    |
| U.S. Colligiana    | Colle di Val d'Elsa (SI)    |                    |
| U.S. Libertas      | Tavarnelle Val di Pesa (FI) |                    |
| G.S. Marzocco      | Firenze                     |                    |
| S.S. Pro Firenze   | Firenze                     |                    |
| S.S. Resco         | Reggello (FI)               |                    |
| U.S. San Sepolcro  | Sansepolcro (AR)            |                    |
| A.C. Sestese       | Sesto Fiorentino (FI)       |                    |
| S.S. delle Signe   | Signa (FI)                  |                    |
| S.S. Stia          | Stia (AR)                   |                    |
| Pol. Torrita       | Torrita di Siena (SI)       |                    |
| S.S. Virtus        | Chianciano Terme (SI)       |                    |

### Classifica finale
|  | Pos. | Squadra            | Pt       | G  | V  | N  | P  | GF | GS | DR  |
|  | ---- | ------------------ | -------- | -- | -- | -- | -- | -- | -- | --- |
|  | 1.   | Chiusi             | 41       | 28 | 18 | 5  | 5  | 56 | 24 | +32 |
|  | 2.   | Aquila Montevarchi | 39       | 28 | 14 | 11 | 3  | 47 | 21 | +26 |
|  | 3.   | Sansepolcro        | 36       | 28 | 14 | 8  | 6  | 43 | 22 | +21 |
|  | 4.   | Amiata             | 35       | 28 | 12 | 11 | 5  | 47 | 32 | +15 |
|  | 5.   | Marzocco           | 32       | 28 | 11 | 10 | 7  | 43 | 30 | +13 |
|  | 6.   | Torrita            | 31       | 28 | 10 | 11 | 7  | 39 | 34 | +5  |
|  | 7.   | Libertas           | 30       | 28 | 12 | 6  | 10 | 40 | 38 | +2  |
|  | 8.   | Virtus Chianciano  | 29       | 28 | 11 | 7  | 10 | 45 | 34 | +11 |
|  | 8.   | Sestese            | 29       | 28 | 13 | 3  | 12 | 39 | 38 | +1  |
|  | 8.   | Le Signe           | 29       | 28 | 12 | 5  | 11 | 52 | 57 | -5  |
|  | 11.  | Antella            | 23       | 28 | 7  | 9  | 12 | 34 | 43 | -9  |
|  | 12.  | Castiglionese      | 22       | 28 | 9  | 4  | 15 | 29 | 52 | -23 |
|  | 13.  | Colligiana         | 21       | 28 | 7  | 7  | 14 | 42 | 50 | -8  |
|  | 14.  | Pro Firenze        | 17       | 28 | 6  | 5  | 17 | 41 | 64 | -23 |
|  | 15.  | Resco (-1)         | 5        | 28 | 1  | 4  | 23 | 34 | 92 | -58 |
|  | ---  | Stia               | Ritirata |    |    |    |    |    |    |     |

Legenda:

      Ammesso alle finali regionali.
      Retrocesso in Seconda Categoria.
Note:

Due punti a vittoria, uno a pareggio, zero a sconfitta.

## Girone C

### Squadre partecipanti
| Squadra                 | Città (provincia)                           | Stagione 1957-1958 |
| ----------------------- | ------------------------------------------- | ------------------ |
| S.S. Audace             | Portoferraio (LI)                           |                    |
| U.S. Castiglioncello    | Castiglioncello di Rosignano Marittimo (LI) |                    |
| A.S. Cecina             | Cecina (LI)                                 |                    |
| A.C. Collesalvetti      | Collesalvetti (LI)                          |                    |
| U.S. Forcoli            | Forcoli di Palaia (PI)                      |                    |
| U.S. Marinese           | Marina di Pisa (PI)                         |                    |
| G.S. Mobilieri          | Cascina (PI)                                |                    |
| A.C. Mobilieri Ponsacco | Ponsacco (PI)                               |                    |
| U.S. Orbetello          | Orbetello (GR)                              |                    |
| G.S. Portuale           | Livorno                                     |                    |
| A.S. Pro Follonica      | Follonica (GR)                              |                    |
| A.C. Riunite Livornesi  | Livorno                                     |                    |
| S.S. San Prospero       | Navacchio (PI)                              |                    |
| S.S. Scintilla          | Riglione (PI)                               |                    |
| S.S. Urbino Taccola     | Uliveto Terme (PI)                          |                    |
| U.S. Virtus             | Venturina (LI)                              |                    |

### Classifica finale
|  | Pos. | Squadra            | Pt | G  | V  | N  | P  | GF | GS | DR  |
|  | ---- | ------------------ | -- | -- | -- | -- | -- | -- | -- | --- |
|  | 1.   | Mobilieri Cascina  | 46 | 30 | 20 | 6  | 4  | 57 | 29 | +28 |
|  | 2.   | Orbetello          | 39 | 30 | 15 | 9  | 6  | 62 | 28 | +34 |
|  | 3.   | Mobilieri Ponsacco | 38 | 30 | 14 | 10 | 6  | 60 | 32 | +28 |
|  | 4.   | Portuale           | 37 | 30 | 15 | 7  | 8  | 42 | 29 | +13 |
|  | 5.   | Cecina             | 33 | 30 | 14 | 5  | 11 | 50 | 38 | +12 |
|  | 6.   | Virtus             | 31 | 30 | 11 | 9  | 10 | 51 | 40 | +11 |
|  | 7.   | Scintilla (-1)     | 30 | 30 | 12 | 7  | 11 | 46 | 43 | +3  |
|  | 7.   | Urbino Taccola     | 31 | 30 | 12 | 7  | 11 | 45 | 54 | -9  |
|  | 9.   | Collesalvetti      | 28 | 30 | 11 | 6  | 13 | 35 | 43 | -8  |
|  | 9.   | Pro Follonica      | 28 | 30 | 10 | 8  | 12 | 39 | 46 | -7  |
|  | 11.  | Audace             | 26 | 30 | 9  | 8  | 13 | 39 | 40 | -1  |
|  | 12.  | San Prospero       | 25 | 30 | 7  | 11 | 12 | 32 | 45 | -13 |
|  | 13.  | Forcoli            | 24 | 30 | 10 | 4  | 16 | 46 | 58 | -12 |
|  | 14.  | Castiglioncello    | 23 | 30 | 9  | 5  | 16 | 40 | 63 | -23 |
|  | 15.  | Marinese           | 22 | 30 | 6  | 10 | 14 | 29 | 48 | -19 |
|  | 16.  | Riunite Livornesi  | 18 | 30 | 6  | 6  | 18 | 31 | 70 | -39 |

Legenda:

      Ammesso alle finali regionali.
Note:

Due punti a vittoria, uno a pareggio, zero a sconfitta.

## Verdetti finali
- Chiusi, Mobilieri Cascina e Pietrasanta sono ammesse alle finali nazionali per il titolo del Campionato Nazionale Dilettanti.
- Castelnuovo e Stia retrocesse in Seconda Categoria.
- Stia esclusa successivamente dai campionati 1959-1960 a causa delle nuove norme della L.N.D..
- Riunite Livornesi riammessa in Prima Categoria per allargamento dei quadri 1959-1960.